# 中スポーツセンター
中スポーツセンター（なかスポーツセンター）は、愛知県名古屋市中区栄1丁目30番10号にある市営のスポーツ施設。

## 概要
中スポーツセンターは、名古屋市の金融街である伏見エリアに位置している。
また、12階建てのマンションが住宅棟として隣接している。
中スポーツセンターの指定管理者は、公益財団法人名古屋市教育スポーツ協会である。

## 沿革
- 2001年7月11日にオープン。

## 施設

### 1階

#### 温水プール
- 練習用：25メートル／4コース（水深1.10メートル～1.25メートル）
- 学童用：25メートル／1コース（水深0.70メートル～0.72メートル）
- 幼児用：30平方メートル（水深0.5メートル）
- ジャグジー：5平方メートル

### 第2競技場
- 観覧席 ： 72席
- バレーボール／1面（9人制バレーボール（男子）を除く）
- バドミントン／1面
- 卓球／6面
- 柔道・合気道・空手道／1面
- 剣道／2面
- その他

### 2階

#### トレーニング室
34種類122点

#### 軽運動室
- エアロビクス・社交ダンス・ジャスダンス・卓球

※球技ではご利用いただけません（卓球を除く）。

#### 会議室
- 会議室1(定員20名)
- 会議室2(定員10名)

### 3階

#### 第1競技場
- テニス／2面
- バスケットボール／1面
- バレーボール（9人制）／2面
- バレーボール（6人制）／2面
- バドミントン／6面

#### 会議室
- 会議室3(定員39名)

### 4階

#### 第1競技場
観客席：498席

### 軽運動室
- エアロビクス・ジャスダンス・卓球

※球技ではご利用いただけません（卓球を除く）。

### 駐車場
- 38台(うち1台は、身体障害者用)

## 所在地
- 愛知県名古屋市中区栄1丁目30番10号

## 周辺施設
施設
- 愛知県青年会館
- 伏見ライフプラザ
  - 名古屋市中消防署
    - 名古屋市消費生活センター

教育
- 星城大学リハビリテーション学院
- 名古屋市立栄小学校

公園
- 仲ノ町公園

神社
- 洲崎神社

## 交通アクセス

### 鉄道
地下鉄
- 名古屋市営地下鉄鶴舞線：大須観音駅4番出口から徒歩8分
- 名古屋市営地下鉄東山線鶴舞線：伏見駅6・7番出口から徒歩10分

### バス
市バス
- 「納屋橋」下車、徒歩5分
  - 幹栄2　　栄←→新大正橋西
  - 名駅16　 名古屋駅 ←→東新町・広小路本町
  - 栄22　 　栄←→港車庫前
  - 栄24　　 栄←→稲西車庫
  - 栄758 　名古屋駅←→名古屋駅
- 「新洲崎橋」下車、徒歩 3分
  - 名駅17　名古屋駅←→名古屋大学

名鉄バス
- 「白川公園前」下車、徒歩 5分
  - 名鉄バスセンター←→瀬戸駅前
  - 名鉄バスセンター←→菱野団地
  - 名鉄バスセンター←→尾張旭向ヶ丘
  - 名鉄バスセンター←→愛知医科大学病院
  - 名鉄バスセンター←→トヨタ博物館前
  - 名鉄バスセンター←→藤が丘
  - 名鉄バスセンター←→三軒家